# 被解放的蠢朋克
《被解放的蠢朋克》（英語：Daft Punk Unchained）是一部英法纪录片，于2015年6月24日在法国播出，2016年2月9日在英国播出。它记录了蠢朋克成员托马斯·本高特和盖-马努尔·德霍曼-克里斯托的成名之路和个人生活，以及他们对电子音乐的先锋影响。这部电影按时间顺序讲述了这两位艺术家在成立蠢朋克之前的早年生活，直到他们2013年发行专辑《超时空记忆》以及两人随后凭借该专辑获得的格莱美奖。
这部纪录片结合了罕见的档案镜头和对蠢朋克最亲密合作者的采访，其中包括法瑞尔·威廉姆斯、乔治·莫罗德尔、尼尔·罗杰斯、Skrillex、坎耶·维斯特和米歇·龚德里。这部纪录片没有拍摄蠢朋克的新镜头。